# ويزران (مقاطعة فسا)
ويزران (بالفارسية: ویزران) هي قرية تقع في قسم صحرارود الريفي في إيران. يقدر عدد سكانها بـ 0 نسمة بحسب إحصاء 2016.